# Cara mamma, mi sposo
Cara mamma, mi sposo (Only the Lonely) è un film del 1991 diretto da Chris Columbus.
Le riprese del film si svolsero dal 1° ottobre 1990 al 21 dicembre 1990.

## Trama
Danny Muldoon è un poliziotto di 38 anni di Chicago che vive ancora con la madre Rose, una donna irlandese piena di pregiudizi, specialmente nei confronti dei non irlandesi. 
Ha sacrificato buona parte della sua vita da quando è morto il padre, lavorando in polizia per far studiare legge al fratello Patrick, ora avvocato e rinunciando a molte cose per soddisfare la madre molto protettiva.
Lavora insieme a un poliziotto di origini italiane, Salvatore Buonarte.
Una sera, mentre è al bar con la madre e due inguaribili scapoloni, arrivano due anziani signori che sorreggono un altro, che a prima vista sembra ubriaco.
In verità è un morto e il motivo per cui lo portano lì è una vecchia scommessa fatta con il gestore del locale.
Arriva subito l'agente di pompe funebri, d'origine siciliana, che aveva in affidamento il cadavere, accompagnato dalla figlia.
A Danny non sfugge la bella ragazza e chiede ai due scapoli se ne sanno qualcosa. Gli spiegano che si chiama Theresa Luna e che lavora per il padre, truccando i cadaveri per le visite nelle camere ardenti.
Così inizia il corteggiamento di Danny a Theresa, con non poche difficoltà, la prima delle quali è la madre, molto riluttante, specialmente dal momento in cui scopre che la ragazza ha origini italiane e polacche.
Dopo varie vicissitudini, tra cui il matrimonio annullato all'ultimo momento, i due finiranno insieme e anche l'anziana Signora Muldoon troverà l'amore nel giardiniere di origine greca, Nick Acropolis.

## Curiosità
- Anthony Quinn e Maureen O'Hara tornano a recitare insieme a distanza di 36 anni. Prima di questo film infatti, l'ultima volta che i due attori erano apparsi insieme era stata ne Il grande matador (1955). Inoltre avevano recitato insieme anche ne Il cigno nero (1942), Buffalo Bill (1944), Sinbad il marinaio (1947) e Contro tutte le bandiere (1952).